# Gustaf Ranft
Gustaf Ranft (Stoccolma, 6 giugno 1856 – Nacka, 18 ottobre 1929) è stato un attore svedese.

## Filmografia
- I figli di Ingmar (Ingmarssönerna), 1919
- Carolina Rediviva 1920
- Karin, figlia di Ingmar ( Karin Ingmarsdotter ), 1920
- Il monastero di Sendomir (Klostret i Sendomir), 1920
- Värmlänningarna, 1921
- Hårda viljor, 1923
- Karl XII, 1925
- Bröllopet i Bränna, 1926
- Fänrik Ståls sägner – parte prima (Fänrik Ståls sägner-del I), 1926
- Gustav Wasa – parte prima (Gustaf Wasa del I), 1928